# Blackburneus rubeolus
Blackburneus rubeolus är en skalbaggsart som beskrevs av Palisot De Beauvois 1805. Blackburneus rubeolus ingår i släktet Blackburneus och familjen Aphodiidae. Inga underarter finns listade.